# Riada de Tenerife de 2002

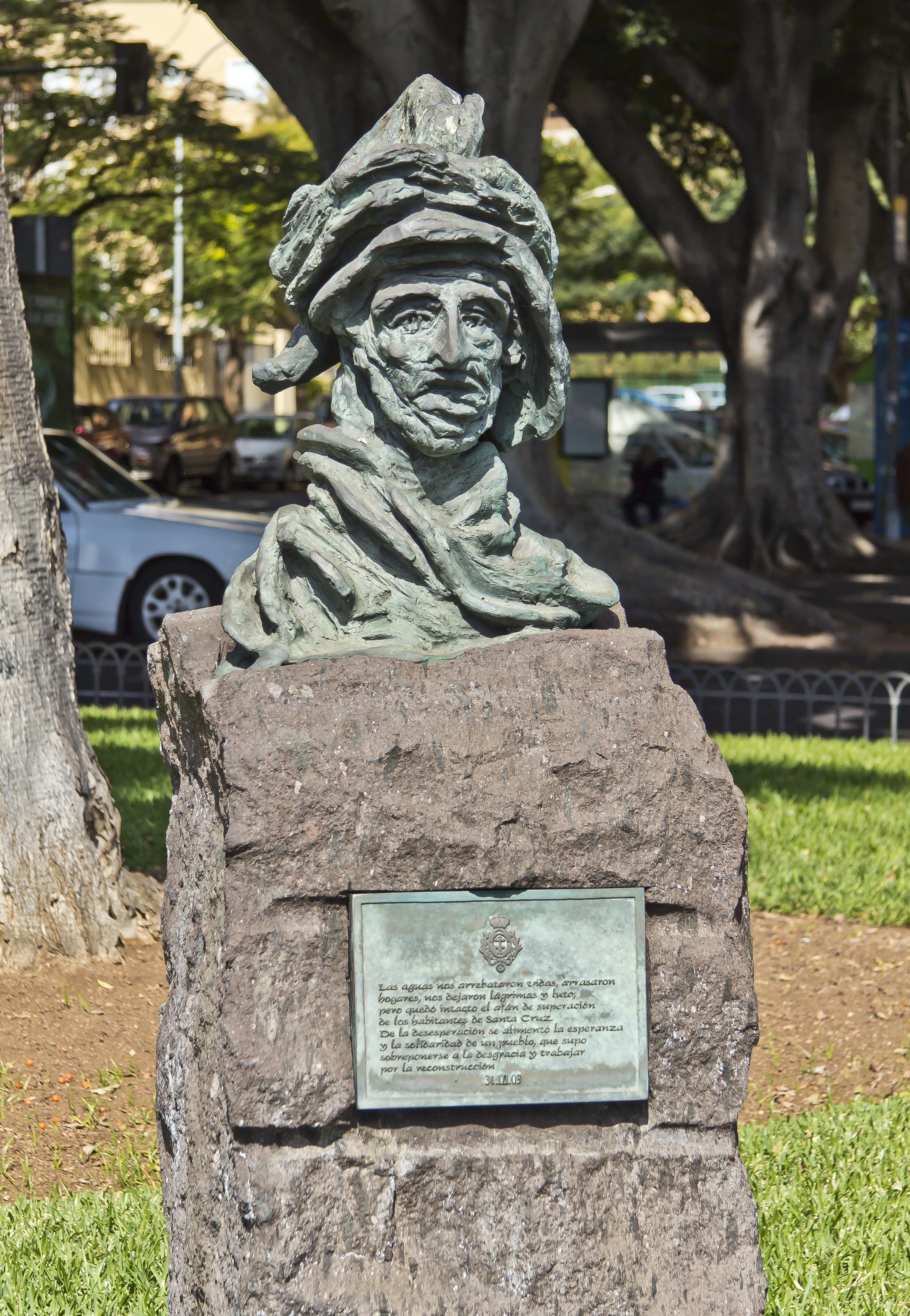
Busto de bronce erigido en Santa Cruz de Tenerife en honor de las víctimas de la riada.

La llamada Riada de Tenerife del año 2002, también llamada 31-M, se refiere a un fenómeno que se produjo el 31 de marzo de 2002 (Domingo de Resurrección) y que se caracterizó por la caída reiterada de lluvias torrenciales acompañadas en ciertos momentos de aparato eléctrico, afectando al área metropolitana de Santa Cruz de Tenerife y extendiéndose en dirección NE hacia la zona de San Andrés.

## Características
Es importante reseñar que las precipitaciones torrenciales afectaron a un área muy reducida del entorno de la capital tinerfeña. Descargó 232,6 l/m² en 24 horas y 129,9 l/m² en una hora, significando el primer dato la mayor cantidad de agua recogida en la ciudad en un solo día desde que se iniciaron los registros en 1869. La lluvia comenzó a caer con intensidad en la capital y alrededores entre las 15.00 y las 16.00 horas, mientras que un poco más al norte y al sur apenas caían algunas gotas. Escampó una media hora y a continuación arrancó de nuevo a llover con gran intensidad y con pedrisco hasta las 20.00 horas, manteniéndose algunas horas de precipitaciones más débiles hasta medianoche. El Instituto Nacional de Meteorología no avisó de la catástrofe y el día previo advirtió sólo de "chubascos moderados".
Por este motivo, el entonces Rey de España Juan Carlos I de Borbón visitó en mayo de ese mismo año, la isla de Tenerife y el pueblo de San Andrés en donde conversó y consoló a los familiares de las ocho víctimas de las riadas.

## Daños
Las lluvias ocasionaron 8 muertos, 12 desaparecidos y decenas de heridos. Además de las pérdidas humanas la riada causó cuantiosos daños materiales, 70.000 personas sin luz así como la destrucción total o parcial de al menos 400 viviendas. Las pérdidas se calcularon en 90 millones de euros.